# Linguapax
Linguapax és una organització no governamental que té per missió contribuir a la preservació i promoció de la diversitat lingüística arreu del món. El seu objectiu principal, recollit en el seu nom, és aplegar les diferents comunitats lingüístiques al voltant de la convicció que el manteniment de la diversitat de llengües pot i ha de ser un factor de pau i de comprensió intercultural.

## Història
Linguapax és el fruit d'una reunió d'experts convocada per la UNESCO l'any 1987, que posteriorment engendrà una sèrie de seminaris internacionals centrats en el foment de l'educació multilingüe. L'any 2001, en un context de creixent sensibilitat per la pèrdua del patrimoni lingüístic mundial, el Centre UNESCO de Catalunya va decidir donar continuïtat a Linguapax i dotar el projecte d'una estructura pròpia i d'una seu a Barcelona.
El 21 de febrer de 2006 a Barcelona, en ocasió de la celebració del Dia internacional de la llengua materna, es va constituir oficialment la Xarxa Linguapax Internacional.
Els representants de cada delegació acorden unir els seus esforços per promoure els ideals de Linguapax a través de projectes consagrats a la revitalització i documentació de llengües amenaçades, a la investigació en matèria d'educació intercultural i multilingüe, a la formació d'ensenyants i a l'elaboració de material pedagògic sobre llengües i cultures no dominants. La seu de Linguapax Internacional a Barcelona coordina i supervisa la xarxa en funció de les necessitats, de les possibilitats i de les prioritats de les delegacions.
Fins avui, Linguapax Internacional ha anat multiplicant les seves activitats i ha desenvolupat intercanvis i projectes de cooperació amb altres organismes que comparteixen l'interès per la promoció de la diversitat lingüística a altres regions del món.

## Estructura
A banda de la seu de coordinació de Barcelona, per tal de consolidar Linguapax Internacional, s'ha establert una xarxa interactiva amb organismes de diferents continents. La primera delegació que es va crear va ser Linguapax-Àsia, constituïda al si de la Universitat de Tòquio l'any 2003. Actualment Linguapax compta amb delegacions a Àfrica, Amèrica del Nord, Amèrica Llatina, Àsia, Europa i al Pacífic.
- Linguapax Àfrica amb la seu al Centre ANACLAC de Lingüística Aplicada, a Camerun i amb coordinadors regionals a Nigèria, Sud-àfrica, Txad, Senegal, Tanzània i Algèria
- Linguapax Amèrica Llatina amb la seu al Centro de Investigaciones y Estudios Superiores en Antropología Social (CIESAS), a Mèxic
- Linguapax Amèrica del Nord amb la seu a la Universitat d'Alberta, Canadà
- Linguapax Àsia amb la seu a la Universitat de Tòquio, Japó i amb altres representacions a Malàisia i Índia
- Linguapax Europa a Calmúquia (Euràsia), Eslovènia, Alemanya i a la UNESCO Etxea, País Basc
- Linguapax Pacífic a Nova Caledònia i Austràlia

L'estructura bàsica de Linguapax consisteix en una junta, les delegacions i un comitè assessor conformat per reconeguts experts de tot el món.

## Activitats
Per tal d'atènyer els diferents actors de la societat, Linguapax Internacional desenvolupa les seves activitats en aquests àmbits:
- L'assessorament en matèria de política lingüística i planificació als governs estatals o subestatals
- La participació en projectes de revitalització lingüística
- La promoció de l'educació multilingüe i l'elaboració de materials didàctics que difonen els valors de la diversitat lingüística i cultural
- L'organització de congressos internacionals, seminaris i tallers

A més a més Linguapax Internacional realitza una important labor en la difusió a nivell mundial d'informació relacionada amb la diversitat lingüística.
Finalment, Linguapax atorga anualment el Premi Internacional Linguapax (Premi Linguapax) a lingüistes, investigadors, professors o activistes de la societat civil com a tribut a la seva excepcional labor en el camp de la diversitat lingüística i l'educació multilingüe.
La importància de l'educació multilingüe en la filosofia de Linguapax Internacional
Amb la convicció que l'educació és una part fonamental del procés de socialització dels individus i, per tant, de l'adquisició de valors, actituds i pautes de conducta, Linguapax promou la comprensió intercomunitària i la pau a través de l'ensenyament de les llengües, amb els següents objectius:
- Contribuir a la promoció de l'educació multilingüe.
- Orientar l'educació multilingüe en la perspectiva de la cultura de la pau.
- Facilitar l'educació multilingüe i l'ensenyament de les llengües estrangeres.

Per tal d'assolir aquests objectius, Linguapax Internacional treballa en:
- L'organització de seminaris de formació adreçats a professionals del camp de l'ensenyament, especialment del camp de l'educació multilingüe.
- L'elaboració, experimentació pràctica i publicació de materials pedagògics.
- El projecte de creació d'una xarxa internacional d'escoles que comparteixin la filosofia Linguapax.

A més, Linguapax Internacional ha establert convenis de col·laboració amb instàncies educatives i culturals de diversos països.
Finalment, Linguapax atorga anualment el Premi Miquel Siguan - Linguapax Escoles a centres educatius no universitaris per a valorar la tasca que fan a favor del coneixement i difusió de la diversitat lingüística.